# Сьвйонткі-Верциці
Сьвйонткі-Верциці (пол. Świątki-Wiercice) — село в Польщі, у гміні Рутки Замбровського повіту Підляського воєводства.
Населення — 37 осіб (2011).
У 1975-1998 роках село належало до Ломжинського воєводства.

## Демографія
Демографічна структура станом на 31 березня 2011 року:
|          | Загалом | Допрацездатний вік | Працездатний вік | Постпрацездатний вік |
| -------- | ------- | ------------------ | ---------------- | -------------------- |
| Чоловіки | 18      | 3                  | 12               | 3                    |
| Жінки    | 19      | 6                  | 10               | 3                    |
| Разом    | 37      | 9                  | 22               | 6                    |